# KkStB 25
Die Dampflokomotivreihe kkStB 25 war eine Schnellzug-Lokomotivreihe der k.k. österreichischen Staatsbahnen (kkStB), deren Lokomotiven für die Galizische Transversalbahn (Gal.Tr.) bestimmt waren.

## kkStB 25
Die Lokomotiven dieser Reihe wurden von Lokomotivfabrik der StEG an die kkStB geliefert, die sie zunächst als 1101–10, 45 und 46 bezeichnete.
Später ordnete die kkStB die Lokomotiven als 25.01–12 ein.
Sie wurden in Lemberg stationiert.
Nach dem Ersten Weltkrieg kamen die verbliebenen Exemplare zu den polnischen Staatsbahnen (PKP), die sie ausmusterten, ohne ihnen eine eigene Reihennummer zuzuordnen.

## EWA IIb
Die Serie EWA IIb war eine Schlepptenderlokomotivreihe der Eisenbahn Wien-Aspang (EWA). Ursprünglich als Serie III bezeichnet hatte sie die Achsformel 1Bn2 und wurde von der Lokomotivfabrik der StEG 1885 gebaut.
Die drei Maschinen waren baugleich mit der kkStB-Reihe 25.
Im neuen Bezeichnungsschema wurden die Lokomotiven als Serie IIb mit den Nummern 15–17 eingeordnet. Sie wurden mit Tendern 3T-9,3/4,0, Dienstgewicht 28,5 t gekuppelt. Die Lokomotive mit der Nummer 15 wurde bereits 1922 ausgemustert.
Als die BBÖ im Jahre 1937 die Eisenbahn Wien–Aspang im Pachtbetrieb übernahm, erhielten die verbliebenen Maschinen dieser Reihe keine BBÖ-Nummer. Die Deutsche Reichsbahn allerdings ordnete sie 1938 als 52 7001–7002 ein.
Wegen der Lieferung der Kriegslokomotiven DR-Baureihe 52 erhielten die Maschinen ab 1942 die Nummern 53 7801 und 53 7802.
Beide Lokomotiven überlebten den Zweiten Weltkrieg, wurden aber nicht mehr in das Bezeichnungsschema der ÖBB übernommen, sondern 1955 bzw. 1949 ausgemustert.